# Epsilon Tauri b
Epsilon Tau b är en exoplanet som kretsar runt Ain (Epsilon Tauri) på omkring 144 ljusårs avstånd i stjärnbilden Oxen. 
Epsilon Tau b kretsar på ett medelavstånd av 1,9 AU och gör ett varv runt stjärnan på ungefär 594 dygn. Planeten är troligtvis en "het Jupiter", med en massa på 7,34  gånger Jupiters.

## Namngivning
Vid upptäckten fick exoplaneten designationen Epsilon Tau b enligt den standard som tillämpas. I juli 2014 utlyste Internationella astronomiska unionen en namngivning för exoplaneter och deras värdstjärnor. Namngivningen omfattande en offentlig omröstning om de nya namnen där alla var välkomna att delta. I december 2015 kungjordes resultatet, där exoplaneten fick namnet Amateru. Det vinnande namnet gavs av Kamagari Astronomical Observatory i Kure, Japan. Det anspelar på shintoismens solgudinna Amaterasu.